# Terence Stansbury
Terence Rudolph Stansbury (Los Angeles, 27 febbraio 1961) è un ex cestista e allenatore di pallacanestro statunitense con cittadinanza francese, professionista nella NBA e in Europa.
È il padre dei cestisti Tiffany e Solly.

## Carriera
È stato selezionato dai Dallas Mavericks al primo giro del Draft NBA 1984 (15ª scelta assoluta).

## Palmarès

### Giocatore
- Campionato olandese: 1

EBBC Den Bosch: 1987-88

## Statistiche

### NBA

#### Regular Season
| Anno      | Squadra          | PG  | PT | MP   | TC%  | 3P%  | TL%  | RP  | AP  | PRP | SP  | PP  |
| --------- | ---------------- | --- | -- | ---- | ---- | ---- | ---- | --- | --- | --- | --- | --- |
| 1984-1985 | Indiana Pacers   | 74  | 14 | 17,3 | 45,9 | 16,0 | 81,0 | 1,5 | 1,7 | 0,6 | 0,2 | 7,1 |
| 1985-1986 | Indiana Pacers   | 74  | 17 | 18,0 | 43,3 | 17,0 | 81,1 | 1,9 | 2,8 | 0,8 | 0,1 | 6,7 |
| 1986-1987 | Seattle S.Sonics | 44  | 0  | 8,5  | 42,9 | 37,9 | 62,0 | 0,5 | 1,3 | 0,3 | 0,0 | 4,0 |
| Carriera  | Carriera         | 192 | 31 | 15,5 | 44,4 | 22,4 | 77,9 | 1,4 | 2,0 | 0,6 | 0,1 | 6,3 |